# Guo Jing-ming
Guo Jing-ming (郭敬明) (Zigong, Sichuan, 6 de junio de 1983) es un escritor chino. Sus libros son muy populares actualmente entre los jóvenes chinos, y es actualmente (2006) el escritor «best-selling» en el país.

## Biografía
Guo está estudiando en la Universidad de Shanghái y ha publicado 5 libros hasta ahora. También es el editor de la revista 'I5LAND'.

## Carrera
Su primer libro se llama 'Huan Cheng' (literalmente significa 'The City of Fantasies', 'Ciudad de Fantasía'), que fue primero publicada como serie en la revista 'Meng Ya' y vendió 1.5 millones de copias del libro. Éste causó un gran impacto en el público y lo hizo famoso.[cita requerida]
Ha escrito las novelas 'Meng Li Hua Luo Zhi Duo Shao' ('Never Flowers in Never Dreams'), «City of Fantasies» y «Rush to the Death Summer».

## Filmografía

### Director
| Año  | Título                                  | Notas |
| ---- | --------------------------------------- | ----- |
| 2019 | L.O.R.D: Legend of Ravaging Dynasties 2 | -     |
| 2016 | L.O.R.D: Legend of Ravaging Dynasties   | -     |

### Escritor
| Año  | Título                                  | Notas |
| ---- | --------------------------------------- | ----- |
| 2019 | L.O.R.D: Legend of Ravaging Dynasties 2 | -     |
| 2017 | Rush to the Dead Summer                 | -     |
| 2016 | L.O.R.D: Legend of Ravaging Dynasties   | -     |
| 2016 | Ice Fantasy                             | -     |
| 2015 | Tiny Times 4                            | -     |
| 2014 | Tiny Times 3                            | -     |
| 2013 | Tiny Times 2                            | -     |
| 2013 | Tiny Times                              | -     |

### Actor
- Películas:

| Año  | Título                                  | Personaje  | Notas                                                                                               |
| ---- | --------------------------------------- | ---------- | --------------------------------------------------------------------------------------------------- |
| 2019 | L.O.R.D: Legend of Ravaging Dynasties 2 | "Scorpion" | junto a Fan Bingbing, Kris Wu, Cheney Chen, Lin Yun, Wang Duo, Roy Wang, Karry Wang y William Chan  |
| 2016 | L.O.R.D: Legend of Ravaging Dynasties   | "Scorpion" | junto a Fan Bingbing, Kris Wu, Cheney Chen, Lin Yun, Yan Yikuan, Roy Wang, William Chan y Amber Kuo |

### Programa de variedades
| Año        | Programa                       | Notas                  |
| ---------- | ------------------------------ | ---------------------- |
| 2016, 2021 | Happy Camp                     | 2 episodios - invitado |
| 2020       | We Are Young (少年之名)        | mentor                 |
| 2019       | Actors, Please Take Your Place | mentor                 |
| 2016       | Ace vs Ace                     | (ep. #1.11) - invitado |

### Revistas / sesiones fotográficas
| Año  | Título     | Notas |
| ---- | ---------- | ----- |
| 2020 | Bazaar Men |       |

## Controversias
Sus siguientes libros fueron exitosos hasta que, en diciembre de 2004, una corte en Beijing dictaminó una de sus novelas 'Meng Li Hua Luo Zhi Duo Shao' ('Never Flowers in Never Dreams', de acuerdo con el subtítulo en inglés en el libro) como plagio de otra novela, 'Quan Li Quan Wai' (Inside and Outside the Circle), por el escritor 'Zhuang Yu'. Guo fue multado con ¥200000. ($25000 aprox.) En ese tiempo, su imagen de dividió. Algunos siguen pensando que es un escritor con gran potencial y habilidad, mientras que otros discuten que es simplemente un producto de la sociedad comercializada.
Sus tres libros fueron acusados de plagio: «City of Fantasies» plagio de RG Veda de Clamp; su segundo libro «Rush to the Death Summer», su libro de redención, sobre un muchacho que copiaba libros, plagio del manga japonés NANA de Ai Yazawa, pero esta vez no sólo fue acusado de copiar la historia, sino que también copió a los personajes y dejó los diálogos enteros.